# Wa’arat as-Sarris
Wa’arat as-Sarris (arab. وعرة السرّيس) – nieistniejąca już arabska wieś, która była położona w Dystrykcie Hajfy w Mandacie Palestyny. Wieś została wyludniona i zniszczona podczas wojny domowej w Mandacie Palestyny, po ataku sił żydowskiej Hagany w dniu 16 kwietnia 1948 roku.

## Położenie
Wa’arat as-Sarris leżała w północnej części równiny przybrzeżnej Palestyny. Wieś była położona na wysokości 25 metrów n.p.m., w odległości 5 kilometrów na wschód od miasta Hajfa. Według danych z 1945 we wsi mieszkało wówczas 190 osób.

## Historia
W okresie panowania Brytyjczyków Wa’arat as-Sarris była niewielką wsią, której mieszkańcy utrzymywali się z upraw zbóż. Na początku XX wieku tutejsze ziemie wykupiła żydowska organizacja syjonistyczna Awodat Israel z Polski. Dzięki temu, na południe od wsi w 1925 roku powstała żydowska osada Kirjat Atta. Jej rozwój wiązał się z systematycznym odpływem mieszkańców Wa’arat as-Sarris, którzy przenosili się do innych wsi w Galilei.

Przyjęta 29 listopada 1947 roku Rezolucja Zgromadzenia Ogólnego ONZ nr 181 przyznała te tereny państwu żydowskiemu. Podczas wojny domowej w Mandacie Palestyny w 1948 roku wieś zajęły siły Arabskiej Armii Wyzwoleńczej, które paraliżowały żydowskie linie komunikacyjne w całym regionie. W ramach akcji odwetowej, w dniu 16 kwietnia 1948 roku wieś zajęły siły żydowskiej organizacji paramilitarnej Hagana. Wysiedlono wówczas wszystkich jej mieszkańców, a następnie wyburzono domy.

## Miejsce obecnie
Teren wioski Wa’arat as-Sarris został całkowicie zajęty przez rozwijające się miasto Kirjat Atta.